# ALIVE! Tour
Alive! Tour è una tournée del gruppo hard rock statunitense Kiss, intrapreso per promuovere il primo album live del gruppo.
Il tour è partito il 10 settembre 1975, giorno in cui è stato pubblicato Alive! e si è concluso il 6 giugno 1976. L'Alive! Tour è il primo tour dei Kiss che ha incluso una tappa in Europa.

## Storia
Al momento della tappa europea del tour l'album Destroyer, il quale era già stato pubblicato, la band eseguì brani di quell'album, ma i membri indossavano i costumi di Alive! ed il gruppo aveva già l'attrezzatura per quest'ultimo. A quel tempo, il tour fu chiamato "Kiss Tour", non "Alive! Tour" o "Destroyer Tour".

Allo spettacolo a Cobo Hall, Paul Stanley iniziò a usare il famoso rituale di Pete Townshend, ovvero quello di rompere la sua chitarra, impiegando ciò dopo Let Me Go, Rock 'N Roll, fino a quando non fu eseguito dopo Rock And Roll All Nite negli anni successivi.

Nel programma del tour finale della band, Stanley ha riflettuto sul questo:
(Paul Stanley, 2019)

## Date e tappe
| Data                   | Città                  | Stato                  | Luogo                                 |
| America Settentrionale | America Settentrionale | America Settentrionale | America Settentrionale                |
| ---------------------- | ---------------------- | ---------------------- | ------------------------------------- |
| 10 settembre 1975      | Chattanooga            | Stati Uniti            | Chattanooga Memorial Auditorium       |
| 11 settembre 1975      | Knoxville              | Stati Uniti            | Knoxville Civic Coliseum              |
| 12 settembre 1975      | Greensboro             | Stati Uniti            | Greensboro Coliseum                   |
| 13 settembre 1975      | Norkfolk               | Stati Uniti            | Norfolk Scope                         |
| 14 settembre 1975      | Wilkes-Barre           | Stati Uniti            | Kings Hall College                    |
| 2 ottobre 1975         | Syracuse               | Stati Uniti            | War Memorial Arena                    |
| 3 ottobre 1975         | Upper Darby            | Stati Uniti            | Tower Theater                         |
| 4 ottobre 1975         | Passaic                | Stati Uniti            | Capitol Theater                       |
| 5 ottobre 1975         | Rochester              | Stati Uniti            | Rochester Dome Arena                  |
| 6 ottobre 1975         | Allentown              | Stati Uniti            | Memorial Hall                         |
| 7 ottobre 1975         | Kalamazoo              | Stati Uniti            | Read Fieldhouse                       |
| 9 ottobre 1975         | Cadillac               | Stati Uniti            | Cadillac High Auditorium              |
| 19 ottobre 1975        | Orlando                | Stati Uniti            | Orlando Sports Stadium                |
| 20 ottobre 1975        | Saint Petersburg       | Stati Uniti            | Bay Front Center                      |
| 22 ottobre 1975        | Alabama                | Stati Uniti            | Municipal Auditorium                  |
| 26 ottobre 1975        | Montgomery             | Stati Uniti            | Garrett Coliseum                      |
| 30 ottobre 1975        | Nashville              | Stati Uniti            | Nashville Municipal Auditorium        |
| 1 novembre 1975        | Saint Louis            | Stati Uniti            | Kiel Auditorium                       |
| 3 novembre 1975        | La Crosse              | Stati Uniti            | Sawyer Auditorium                     |
| 6 novembre 1975        | San Antonio            | Stati Uniti            | San Antonio Convention Center         |
| 7 novembre 1975        | Beaumont               | Stati Uniti            | Beaumont Civic Center                 |
| 8 novembre 1975        | Arlington              | Stati Uniti            | University of Texas                   |
| 9 novembre 1975        | Houston                | Stati Uniti            | Sam Houston Coliseum                  |
| 12 novembre 1975       | Toledo                 | Stati Uniti            | Toledo Sports Arena                   |
| 15 novembre 1975       | Rockford               | Stati Uniti            | Rockford Armory                       |
| 16 novembre 1975       | Flint                  | Stati Uniti            | I.M.A.                                |
| 17 novembre 1975       | Flint                  | Stati Uniti            | I.M.A.                                |
| 18 novembre 1975       | Port Huron             | Stati Uniti            | McMorran Arena                        |
| 21 novembre 1975       | Terre Haute            | Stati Uniti            | Hulman Center                         |
| 22 novembre 1975       | Chicago                | Stati Uniti            | International Amphitheater            |
| 23 novembre 1975       | Evansville             | Stati Uniti            | Roberts Stadium                       |
| 26 novembre 1975       | Huntington             | Stati Uniti            | Veterans Memorial Fieldhouse          |
| 27 novembre 1975       | Fayetteville           | Stati Uniti            | Cumberland County Crown Coliseum      |
| 28 novembre 1975       | Asheville              | Stati Uniti            | Asheville Civic Center                |
| 29 novembre 1975       | Charlotte              | Stati Uniti            | Charlotte Coliseum                    |
| 30 novembre 1975       | Largo                  | Stati Uniti            | Capital Center                        |
| 2 dicembre 1975        | Columbus               | Stati Uniti            | Columbus Municipal Auditorium         |
| 3 dicembre 1975        | Dothan                 | Stati Uniti            | Houston County Farm Center            |
| 5 dicembre 1975        | Atlanta                | Stati Uniti            | The Omni                              |
| 6 dicembre 1975        | Jacksonville           | Stati Uniti            | Jacksonville Coliseum                 |
| 12 dicembre 1975       | Syracuse               | Stati Uniti            | War Memorial Arena                    |
| 14 dicembre 1975       | Boston                 | Stati Uniti            | Orpheum Theater                       |
| 18 dicembre 1975       | Waterbury              | Stati Uniti            | Waterbury Palace                      |
| 19 dicembre 1975       | Binghamton             | Stati Uniti            | Broome County Veterans Memorial Arena |
| 20 dicembre 1975       | Pittsburgh             | Stati Uniti            | Civic Arena                           |
| 21 dicembre 1975       | Richmond               | Stati Uniti            | Richmond Coliseum                     |
| 26 dicembre 1975       | Fort Wayne             | Stati Uniti            | War Memorial Coliseum                 |
| 27 dicembre 1975       | Louisville             | Stati Uniti            | Freedom Hall                          |
| 28 dicembre 1975       | South Bend             | Stati Uniti            | Morris Civic Auditorium               |
| 31 dicembre 1975       | Uniondale              | Stati Uniti            | Nassau Coliseum                       |
| 23 gennaio 1976        | Erie                   | Stati Uniti            | Erie Civic Center                     |
| 25 gennaio 1976        | Detroit                | Stati Uniti            | Cobo Hall                             |
| 26 gennaio 1976        | Detroit                | Stati Uniti            | Cobo Hall                             |
| 27 gennaio 1976        | Detroit                | Stati Uniti            | Cobo Hall                             |
| 30 gennaio 1976        | Mount Pleasant         | Stati Uniti            | Rose Arena                            |
| 31 gennaio 1976        | Dayton                 | Stati Uniti            | Hara Arena                            |
| 1 febbraio 1976        | Cleveland              | Stati Uniti            | Richfield Coliseum                    |
| 4 febbraio 1976        | Milwaukee              | Stati Uniti            | MECCA Arena                           |
| 5 febbraio 1976        | Madison                | Stati Uniti            | Madison Coliseum                      |
| 6 febbraio 1976        | Saint Paul             | Stati Uniti            | St. Paul Theater                      |
| 9 febbraio 1976        | Salt Lake City         | Stati Uniti            | Salt Lake City Ballroom               |
| 11 febbraio 1976       | Portland               | Stati Uniti            | Memorial Coliseum                     |
| 12 febbraio 1976       | Spokane                | Stati Uniti            | Spokane Coliseum                      |
| 13 febbraio 1976       | Seattle                | Stati Uniti            | Paramount Theater                     |
| 14 febbraio 1976       | Seattle                | Stati Uniti            | Paramount Theater                     |
| 16 febbraio 1976       | Missoula               | Stati Uniti            | Harry Adams Fieldhouse                |
| 23 febbraio 1976       | Los Angeles            | Stati Uniti            | The Forum                             |
| 24 febbraio 1976       | Los Angeles            | Stati Uniti            | The Forum                             |
| 26 febbraio 1976       | San Bernardino         | Stati Uniti            | Swing Auditorium                      |
| 27 febbraio 1976       | San Diego              | Stati Uniti            | San Diego Sports Arena                |
| 29 febbraio 1976       | Honolulu               | Stati Uniti            | Neal S. Blaisdell Center              |
| 4 marzo 1976           | Oklahoma City          | Stati Uniti            | Myriad Convention Center              |
| 6 marzo 1976           | Lincoln                | Stati Uniti            | Pearshing Auditorium                  |
| 8 marzo 1976           | Tulsa                  | Stati Uniti            | Assembly Center                       |
| 11 marzo 1976          | Huntsville             | Stati Uniti            | Von Braun Center                      |
| 12 marzo 1976          | New Orleans            | Stati Uniti            | Lakefront Arena                       |
| 13 marzo 1976          | Mobile                 | Stati Uniti            | Mobile Civic Center                   |
| 14 marzo 1976          | Memphis                | Stati Uniti            | Mid-South Coliseum                    |
| 20 marzo 1976          | Lakeland               | Stati Uniti            | Lakeland Civic Center                 |
| 21 marzo 1976          | Miami                  | Stati Uniti            | Miami Jai-Alai Fronton                |
| 24 marzo 1976          | Filadelfia             | Stati Uniti            | The Spectrum                          |
| 25 marzo 1976          | Johnstown              | Stati Uniti            | War Memorial Arena                    |
| 26 marzo 1976          | Harrisburg             | Stati Uniti            | State Farm Arena                      |
| 28 marzo 1976          | Springfield            | Stati Uniti            | Sprinfield Civic Center               |
| 11 aprile 1976         | Fort Wayne             | Stati Uniti            | War Memorial Coliseum                 |
| 13 aprile 1976         | Utica                  | Stati Uniti            | Utica Memorial Auditorium             |
| 14 aprile 1976         | Niagara Falls          | Stati Uniti            | Niagara Falls Civic Center            |
| 16 aprile 1976         | Bangor                 | Stati Uniti            | Bangor Municipal Auditorium           |
| 18 aprile 1976         | Moncton                | Canada                 | Moncton Coliseum                      |
| 19 aprile 1976         | Halifax                | Canada                 | Halifax Forum                         |
| 21 aprile 1976         | Montréal               | Canada                 | Montréal Forum                        |
| 22 aprile 1976         | Ottawa                 | Canada                 | Ottawa Civic Centre                   |
| 23 aprile 1976         | Kitchener              | Canada                 | Kitchener Memorial Auditorium         |
| 24 aprile 1976         | London                 | Canada                 | London Gardens                        |
| 26 aprile 1976         | Toronto                | Canada                 | Maple Leaf Gardens                    |
| 28 aprile 1976         | Winnipeg               | Canada                 | Winnipeg Arena                        |
| Europa                 |                        |                        |                                       |
| 13 maggio 1976         | Manchester             | Inghilterra            | Free Trade Hall                       |
| 14 maggio 1976         | Birmingham             | Inghilterra            | Birmingham Odeon                      |
| 15 maggio 1976         | Londra                 | Inghilterra            | Hammersmith Odeon                     |
| 16 maggio 1976         | Londra                 | Inghilterra            | Hammersmith Odeon                     |
| 18 maggio 1976         | Mannheim               | Germania               | Rosegarten                            |
| 19 maggio 1976         | Düsseldorf             | Germania               | Philipshalle                          |
| 22 maggio 1976         | Parigi                 | Francia                | Le Zenith                             |
| 23 maggio 1976         | Amsterdam              | Paesi Bassi            | RAI Congrescentrum                    |
| 24 maggio 1976         | Offenbach am Main      | Germania               | Stadthalle                            |
| 26 maggio 1976         | Göteborg               | Svezia                 | Ice Rink                              |
| 28 maggio 1976         | Stoccolma              | Svezia                 | Tivoli Gardens                        |
| 29 maggio 1976         | Copenaghen             | Danimarca              | Falkoner Theatre                      |
| 30 maggio 1976         | Lund                   | Svezia                 | Olympen                               |
| 2 giugno 1976          | Zurigo                 | Svizzera               | Hallenstadion                         |
| 3 giugno 1976          | Monaco di Baviera      | Germania               | Circus Krone                          |
| 4 giugno 1976          | Furth                  | Germania               | Grundighalle                          |
| 6 giugno 1976          | Harelbeke              | Belgio                 | Ontmoetingscentrum                    |

### Dati del punteggio al botteghino
Elenco dei dati di punteggio al botteghino con data, città, stato, luogo, presenze, incasso, riferimenti.
| Data          | Città         | Stato       | Luogo                   | Biglietti venduti / Biglietti disponibili | Incasso | Riferimenti |
| ------------- | ------------- | ----------- | ----------------------- | ----------------------------------------- | ------- | ----------- |
| 4 marzo 1976  | Oklahoma City | Stati Uniti | Civic Center Music Hall | 3,200                                     | $18,100 | [ 6 ]       |
| 11 marzo 1976 | Huntsville    | Stati Uniti | Von Braun Center        | 9,559                                     | $52,944 | [ 7 ]       |
| 14 marzo 1976 | Memphis       | Stati Uniti | Ellis Auditorium        | 4,361                                     | $26,166 | [ 7 ]       |

## Scaletta

### Canzoni genericamente suonate
1. Deuce
2. Strutter
3. Flaming Youth
4. Got To Choose
5. C'mon And Love Me
6. Hotter Than Hell
7. Firehouse
8. She (assolo di chitarra di Ace Frehley)
9. Parasite
10. Ladies In Waiting
11. Notin' To Lose
12. Watchin' You
13. God Of Thunder
14. Shout It Out Loud
15. Assolo di basso di Gene Simmons
16. 100,000 Years (assolo di batteria di Peter Criss)
17. Black Diamond

#### Altre canzoni
1. Detroit Rock City
2. Rock Bottom
3. Cold Gin
4. Rock And Roll All Nite
5. Let Me Go, Rock 'N Roll

## Formazione
- Gene Simmons - basso, voce
- Paul Stanley - chitarra ritmica, voce
- Peter Criss - batteria, voce
- Ace Frehley - chitarra solista, voce